# Wenkbrauweend
De wenkbrauweend (Anas superciliosa) is een vogel uit de familie Anatidae. De wetenschappelijke naam van de soort is voor het eerst geldig gepubliceerd in 1789 door Gmelin.

## Voorkomen
De soort komt wijdverbreid voor in en rondom Australië en telt drie ondersoorten:
- A. s. superciliosa: de Soenda-eilanden tot westelijk Nieuw-Guinea, Australië en Nieuw-Zeeland.
- A. s. pelewensis: van noordelijk en centraal Nieuw-Guinea tot de Salomonseilanden en Frans-Polynesië.

## Beschermingsstatus
De grootte van de populatie is in 2006 geschat op 0,18-1,2 miljoen vogels. Op de Rode Lijst van de IUCN heeft de soort de status niet bedreigd.